# Supernatural (film 1933)
Supernatural è un film del 1933 diretto da Victor Halperin.

## Trama
Ruth Rogen è una donna accusata di aver ucciso tre dei suoi amanti e per questo condannata a morte, Roma Courteney invece è una giovane che eredita una grossa somma di denaro alla morte del fratello. Poco dopo la ragazza riceve la visita di un sedicente medium che le porterebbe un messaggio dal fratello, tuttavia il fidanzato di Roma è assai scettico, ma ha presto ben altre preoccupazioni quando il corpo della sua promessa viene posseduto dallo spirito della defunta Ruth.

## Produzione
Il film fu prodotto dalla Paramount Pictures (con il nome Paramount Productions Inc.).

## Distribuzione
Distribuito dalla Paramount Pictures, uscì nelle sale cinematografiche USA il 12 maggio 1933, dopo una prima tenuta a New York il 21 aprile.